# William Hanna

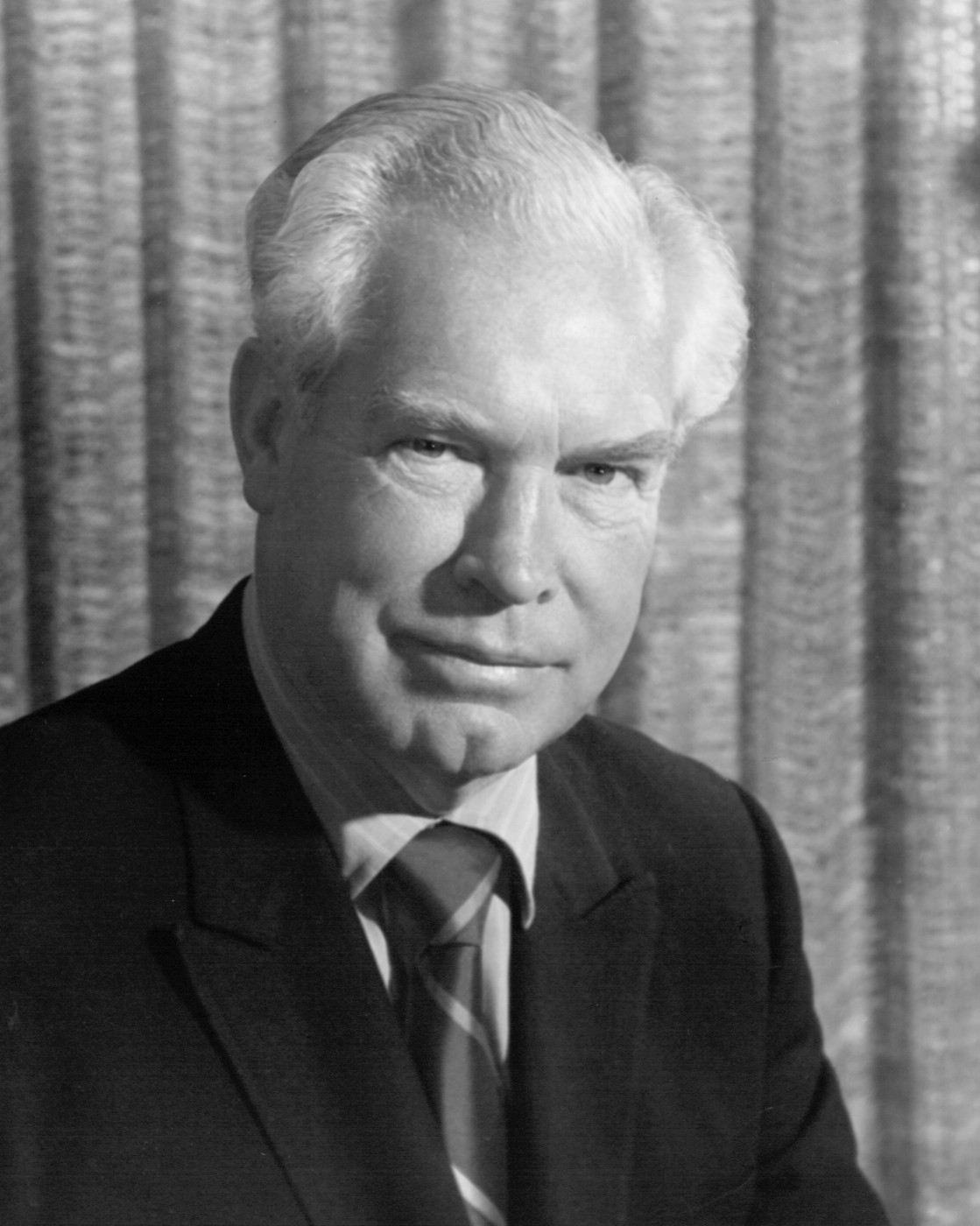
William Hanna, 1977

William „Bill“ Denby Hanna (* 14. Juli 1910 in Melrose, New Mexico; † 22. März 2001 in North Hollywood, Kalifornien) war ein US-amerikanischer Zeichentrickfilmer und Produzent.

## Leben
William Denby Hanna studierte zunächst Journalismus und Maschinenbau. Ab 1931 arbeitete er als Zeichner für MGM. In Zusammenarbeit mit Joseph Barbera schuf er die sehr erfolgreichen Episoden um Tom und Jerry. Nachdem MGM keine Zeichentrickfilme mehr hatte produzieren wollen, gründeten die beiden Zeichner ihr eigenes Studio Hanna-Barbera. In den folgenden Jahren produzierten sie zahlreiche erfolgreiche Serien für das Fernsehen: Familie Feuerstein, Die Jetsons, Scooby-Doo, Hucky und seine Freunde, Yogi Bär, Die verrückten Holidays, Die Schlümpfe (engl. Originaltitel: The Smurfs), die Hanna-Barbera New Cartoon Series (bestehend aus Wally Gator, Touché Turtle & Dum Dum, Lippy the Lion & Hardy Har Har) und die Atom Ant/Secret Squirrel Show, eine Zusammenstellung verschiedener Cartoon-Reihen (Atom Ant, Secret Squirrel, Squiddly Diddly, Precious Pupp, The Hillbilly Bears und Winsome Witch).